# Linares (Fluss, La Rioja)
Der Linares ist ein spanischer Fluss in La Rioja. 
Der Linares entspringt bei Oncala, in der Provinz Soria, auf 1596 Metern Höhe über dem Meeresspiegel. Er mündet nahe Cervera del Río Alhama in den Alhama, der wiederum in den Ebro fließt.
Seinen Namen erhielt der Linares durch das in früheren Zeiten an seinem Lauf angebauten Gemeinen Lein (Spanisch: lino). Der Flachsanbau ist heute durch den Anbau von Gemüse und Obstbäumen verdrängt worden.